# Heaven Small
Heaven Small, folkbokförd Heaven-Marie Small, född 15 september 1997 i Lycksele, är en svensk radioprogramledare. Sedan januari 2020 har Heaven medverkat i radio, lett programmet P3 Med Heaven Small  och under perioder även Digilistan. Hon har i sitt program intervjuat såväl nationella som internationella musikartister.
Vidare har Small även arbetat som artistansvarig under Musikhjälpen 2020-2022.

## Radio

### Program
1 januari 2020 började Small som programledare på Sveriges Radio P3 för morgonprogrammet "P3 musik" och eftermiddagsprogrammet "P3 med". Sommaren 2020 ledde Small listprogrammet "Digilistan" och 2021 tog hon över rollen som programledare för listprogrammet "P3:s mest spelade". 2022 började hon som programledare på "P3 hemligheter".